# 황야의 분노
《황야의 분노》(이탈리아어: I giorni dell'ira, 영어: Day of Anger)는 1967년 개봉된 서부, 액션 영화이다.

## 줄거리
스콧은 애리조나 주 클리프턴 마을에서 거리 청소부로 일하는 젊은 남자다. 그는 아버지를 알지 못하고 어머니의 이름이 메리라는 것만 알고 있어, 마을 사람들로부터 무시를 당하며 살아간다. 스콧에게 존중과 우정을 보여주는 사람은 전직 총잡이 머프 앨런 숏과 시력이 약한 노인 블라인드 빌뿐이다.
어느 날, 프랭크 탤비라는 총잡이가 마을에 나타나고, 스콧을 괴롭히던 퍼킨스를 총으로 쏴 죽인다. 이를 계기로 스콧은 자신의 인생을 바꿀 기회를 직감하고, 탤비에게 인정받기 위해 총잡이로서 자신의 가치를 증명하기로 결심한다. 탤비는 자신을 배신한 옛 동료 와일드 잭에게서 강탈당한 5만 달러를 되찾기 위해 마을을 떠나고, 스콧은 그를 따라나선다. 마지못해 그를 받아들인 탤비는 스콧에게 총잡이로서 반드시 알아야 할 열 가지 규칙을 가르쳐주기로 한다.
둘은 와일드 잭을 찾아내지만, 그는 돈이 이미 클리프턴의 존경받는 시민들에게 배신당하며 사라졌다고 털어놓는다. 아이러니하게도 그들은 바로 스콧을 멸시했던 자들이었다. 결국 총격전이 벌어지고, 스콧은 자신의 사격 실력을 증명함으로써 탤비의 신임을 얻게 된다. 와일드 잭의 일당을 처리한 뒤, 둘은 클리프턴으로 돌아오고, 스콧은 탤비의 권유로 자신을 '스콧 메리'라 소개하기 시작한다. 이후 스콧은 마을 사람들 앞에서 뛰어난 총 솜씨를 선보이며 공포의 대상이 된다.
스콧의 도움으로 탤비는 마을을 장악한다. 그는 먼저 퍼킨스의 잔당을 처단하고, 이후 과거의 범죄를 숨기려 했던 클리프턴의 지배층까지 제거하며 실질적인 마을의 지배자가 된다. 스콧은 그의 오른팔이 된다. 하지만 스콧의 옛 스승이자 친구인 머프는 이제 스콧의 빠른 손놀림과 정확한 사격이 늙어가는 탤비에게 위협이 되고 있다고 경고한다. 머프는 보안관 배지를 다시 달고, 마을에서 총기 소지를 금지하는 규칙을 세운다.
스콧은 탤비에게 머프와 맞서지 말라고 경고하지만, 탤비는 물러설 뜻이 없음을 내비친다. 머프는 자신이 탤비를 이길 수 없다는 걸 알지만, 스콧이 탤비의 무자비한 방식이 자신의 길이 아님을 깨닫게 하기 위해 그를 직접 마주하러 간다. 머프가 탤비의 총을 회수하려 하자, 탤비는 그를 냉혹하게 쏴 죽인다. 이를 지켜본 스콧은 분노하며 마침내 결판을 내리기로 결심한다.
머프는 죽기 전 유명한 총잡이 닥 홀리데이의 개조된 리볼버와 탤비를 이길 수 있는 방법을 스콧에게 남긴다. 스콧은 탤비에게 배운 열 가지 규칙을 역이용해 그의 부하들을 처리하고, 탤비와의 결투 끝에 그를 쓰러뜨린다. 승리했지만 깊은 상실감에 빠진 스콧은 자신의 총을 버리고, 블라인드 빌과 함께 조용히 현장을 떠난다.

## 출연

### 주연
- 리 밴 클리프 - 프랭크 텔비 역
- 줄리아노 젬마 - 스콧 메리 역
- 월터 릴라 - 머프 앨런 스콧 역

### 조연
- 엔니오 발보 - 터너 역
- 안드레아 보시 - 에이벨 머레이 역
- 크리스타 린더 - 그웬 역
- 루카스 암만 - 커처 판사 역
- 이본 샌슨 - 비비언 스킬 역
- 호세 칼보 - 블라인드 빌 역
- 조지오 가르줄로 - 보안관 나이젤 역
- 아나 오르소 - 에일린 커처 역
- 니노 니니 - 컬렌 박사 역
- 비르질리오 가졸로 - 미스터 바튼 역
- 엘레오나라 모라나 - 바튼 부인 역
- 베니토 스테파넬리 - 오웬 화이트 역
- 프랑코 발두치 - 슬림 역
- 파올로 마갈로티 - 부보안관 크로스 역
- 칼-오토 알버티
- 나자렌노 나탈레